# Chicken McNuggets
Chicken McNuggets jsou typ kuřecích nuget prodávaný v restauracích rychlého občerstvení McDonald's. Skládají se z malých kusů vykostěného kuřecího masa, které jsou nejprve obaleny v těstu a posléze usmaženy.
Do prodeje pokrm vešel v roce 1981 v několika prvních zemích, v roce 1983 již byly dostupné v pobočkách McDonald's prakticky po celém světě. V roce 2016 byla jejich receptura upravena s cílem snížení množství konzervantů v pokrmu a zvýšení jeho výživových hodnot.
Prodávány jsou v různých porcích, typicky po čtyřech, šesti, devíti či dvaceti kusech. Ve Spojených státech amerických je lze zakoupit jako porci o padesáti kusech. Někdy jsou Chicken McNuggets součástí dalších pokrmů jako třeba Happy Meal. Na počátku 20. let 21. století byla v USA prodávána i jejich pálivá varianta.